# كريمزون دازرت
كريمزون دازرت (بالإنجليزية: Crimson Desertn) هي لعبة عالم مفتوح أكشن تقمص الأدوار قادمة، عرض التريلر الأول للعبة في جوائز اللعبة 2020. من المقرر اصدار اللعبة في أوائل عام 2026 على مايكروسوفت ويندوز، بلاي ستيشن 5 واكس بوكس.

## نبذة
تدور أحداث اللعبة في عالم خيالي بفترة العصور الوسطى، في قارة تسمى بيويل. يلعب اللاعبين بشخصية كليف، الشخصية الرئيسية، هو مرتزق يجد نفسه محاصرًا بأعباء القيادة وذكريات ماضيه المؤلمة.

## الإصدار
كان من المقرر اصدار اللعبة في أواخر عام 2025 ، ولكن في 13 أغسطس 2025 ، أعلنت شركة بيرل أبيس عن تأجيل اللعبة الى أوائل عام 2026